# Сандуолл, Мина
Мина Сандуолл (англ. Mina Sundwall; род. 23 октября 2001 года, Нью-Йорк) — американская актриса. Получила известность благодаря роли Пенни Робинсон в сериале «Затерянные в космосе».

## Биография
Мина Сандуолл родилась 23 октября 2001 года в Нью-Йорке. Она имеет шведские и итальянские корни. Детство провела в Европе.
Дебютировала на телевидении в 2010 году. В 2015 году сыграла второстепенные роли в фильмах «План Мэгги», «Всё, что у меня есть» и «#Хоррор».
С 2018 по 2021 год снималась в сериале «Затерянные в космосе».
С 2020 года играет роль Литы в сериале «Легенды завтрашнего дня».

## Фильмография
| Год       |     | Русское название                         | Оригинальное название                         | Роль           |
| --------- | --- | ---------------------------------------- | --------------------------------------------- | -------------- |
| 2010      | кор | Объекты в зеркале ближе, чем они кажутся | Objects in Mirror Are Closer Than They Appear | девушка в окне |
| 2012      | с   | Истории призраков знаменитостей          | Celebrity Ghost Stories                       | Кэти           |
| 2013      | кор | Хроники водяного пистолета               | The Water Gun Chronicles                      | Кара Фокс      |
| 2014      | кор | Первый приз                              | First Prize                                   | балерина       |
| 2014      | ф   | Счастливый брак                          | A Good Marriage                               | молодая Петра  |
| 2014      | с   | Закон и порядок: Специальный корпус      | Law & Order: Special Victims Unit             | Миа Харрис     |
| 2015      | ф   | План Мэгги                               | Maggie's Plan                                 | Жустин Хардинг |
| 2015      | ф   | Всё, что у меня есть                     | Freeheld                                      | Майя Келдер    |
| 2015      | ф   | #Хоррор                                  | #Horror                                       | Франческа      |
| 2017      | кор | Ваза в китайском квартале                | Un vase à Chinatown                           | Сесиль         |
| 2018—2021 | с   | Затерянные в космосе                     | Lost in Space                                 | Пенни Робинсон |
| 2018      | кор | При взгляде сверху                       | Seen From Above                               | Вивиан         |
| 2020—2021 | с   | Легенды завтрашнего дня                  | Legends of Tomorrow                           | Лита           |